# Armagideon Time
Armagideon Time (ursprünglich Armigedeon Time) ist ein Reggae-Song von Willie Williams aus dem Jahr 1979. Die Melodie basiert auf dem Real-Rock-Riddim. Die Punkband The Clash produzierte im selben Jahr eine Coverversion des Songs für die B-Seite ihrer Single London Calling und machte ihn dadurch weithin bekannt.

## Hintergrund
Jamaikas Hauptstadt Kingston wurde ab Mitte der 1970er-Jahre von bürgerkriegsähnlichen Unruhen erfasst, die durch bewaffnete Anhänger zweier politischer Parteien ausgelöst wurden. Die seit 1972 in Jamaika regierende sozialistische People’s National Party (PNP) von Michael Manley und die ab 1980 regierende konservative Jamaica Labour Party (JLP) des ehemaligen Musikproduzenten (WIRL) Edward Seaga kämpften mit Schusswaffen gegeneinander. Das One Love Peace Concert vom 22. April 1978 mit Bob Marley & The Wailers, Peter Tosh, Dennis Brown und weiteren war ein Versuch, diese Feindschaft durch einen öffentlichen Handschlag der beiden Parteivorsitzenden zu beenden. Manley war im Wahlkampf mit dem Song Better Must Come von Delroy Wilson angetreten und hatte den Titel des Reggae auch zu seinem Wahlkampfslogan gemacht.
Im Jahr 1977 nahm der jamaikanische Reggae-Sänger Wilbert Keith Williams alias Willie Williams im Studio One den Song Armigedeon Time auf. Produzent war Studioinhaber Coxsone Dodd. Der Text ist von Williams, die Melodie geht auf den Riddim Real Rock zurück, den die Studioband Sound Dimension bereits 1968 als Instrumentalstück eingespielt hatte. Im Jahr 1979 veröffentlichte Dodd die Single mit dem Titel Armigedeon Time / Armigedeon Style. Als Interpreten waren „Willy Williams“ bzw. für die B-Seite „Willy & Brentford Disco Set“ angegeben. Die beteiligten Musiker waren Eric Frater (E-Gitarre), Boris Gardiner (E-Bass), Phil Callender (Schlagzeug), Denzel Laing (Perkussion) und Vin Gordon (Posaune). Die Komposition mit dem markanten Orgelspiel stammt von Jackie Mittoo, dem Arrangeur und musikalischen Leiter bei Studio One.
Aufgrund des großen Erfolges der Clash-Version veröffentlichte Coxsone Dodd die Single 1980 erneut, und dann nochmal 1993 mit den A/B-Seiten Armagedeon Time / Armagedeon Version von „Willie & The Soundemension“.

## Inhalt
Willie Williams Song steht ganz im Zeichen der Rastafari-Religion und des Roots-Reggae. Der Songtitel bezieht sich auf die Endzeit des Armagedon aus der Offenbarung des Johannes und meint den Tag der großen Abrechnung. Der Liedtext beschäftigt sich mit Hunger, Ungerechtigkeit und dem allgemeinen Leid der Menschen in der gegenwärtigen Welt („A lotta people going to suffer tonight“). Doch der Sänger will das nicht länger hinnehmen, sondern ruft zum Widerstand auf: „So a lot of people going to have to stand up and fight.“ In der nächsten Zeile fordert er, dabei in Gott zu vertrauen, denn „Jahovia“ geleitet seine Leute durch die Schöpfung („he will guide you in this Iration, it’s Armagideon“). The Clash machten in ihrer Punk-Version daraus: „remember to kick it over / no one will guide you“ („denk an den Umsturz, niemand wird dich anführen“).

## Clash-Version

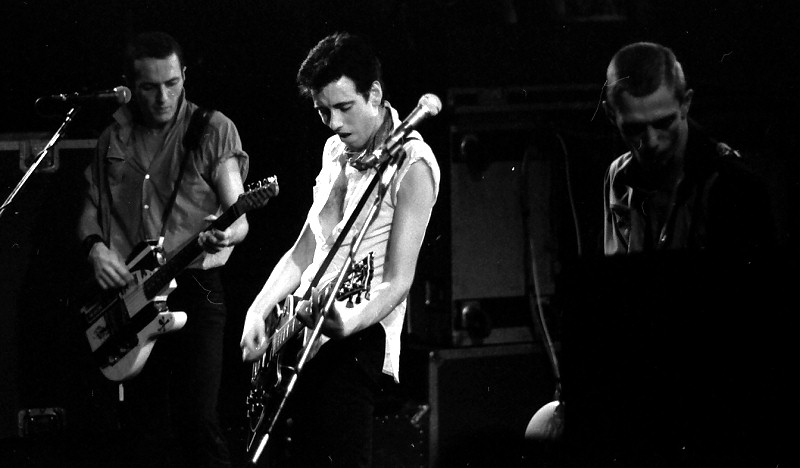
The Clash in Oslo (1980)

Verhältnismäßig früh gab es Berührungspunkte zwischen der britischen Punkbewegung und jamaikanischen Reggae-Künstlern. Der britische DJ Don Letts machte 1977 Bob Marley und Lee Perry mit der neuen Untergrundszene Londons bekannt. Ein musikalisches Ergebnis dieser Begegnung ist der Song Punky Reggae Party, in dessen Lyrics neben The Clash die Bands The Damned, The Jam, The Maytals und Dr. Feelgood aufgezählt werden.
Bereits 1977 hatte The Clash die Reggae-Komposition Police & Thieves von Junior Murvin auf ihrem selbstbetitelten Debütalbum interpretiert. Als 1979 die Originalsingle von Armigedeon Time erschien, coverten The Clash den Song noch im selben Jahr und veröffentlichten ihn am 7. Dezember 1979 als B-Seite der überaus erfolgreichen Single London Calling.
Die Coverversion erschien auch im Oktober 1980 auf der EP Black Market Clash, zusammen mit der Dub-Version Justice Tonight/Kick It Over. Die um mehrere B-Seiten erweiterte Kompilation Super Black Market Clash vom Oktober 1993 enthielt nur noch die Dub-Version.
Armagideon Time ist auch auf den Livealben Concerts for the People of Kampuchea (1981), Live at Shea Stadium (1982) und From Here to Eternity (1999) sowie auf der Hit-Kompilation The Clash Hits Back enthalten.

## Weitere Coverversionen
Der Song wurde mehrmals, zumeist mit verändertem Text, gecovert. Sly & Robbie spielten den Titel 1986 live als Armageddon Time. Der New Yorker Reggae-Dub-Artist Dr. Israel nahm Armagideon Time 1998 für sein erfolgreichstes Album Inna City Pressure auf. Die Band Dub Spencer & Trance Hill veröffentlichte ihre Version im Februar 2011.
Teile des Originals wurden mehrfach gesampelt, so von Eek-A-Mouse (Anarexol), KRS-One (Black Cop), Ellis Dee (Nice up Ya Scene), Fugees (Zealots) und Seeed (Miss Understanding).

## Rezeption
The Clashs Armagideon Time ist auf dem Soundtrack zum Dokumentarfilm Joe Strummer – The Future Is Unwritten von 2007 enthalten.
Der Regisseur James Gray benannte sein autobiografisches Filmdrama Armageddon Time – Zeiten des Umbruchs, das in den 1980er-Jahren spielt, nach der Clash-Version. Der Song ist im Film mehrmals zu hören.
Auch der Spielfilm Grosse Pointe Blank – Ein Mann, ein Mord verwendete die Clash-Version auf seinem Soundtrack.